# کارمن مور
کارمن مور (انگلیسی: Carmen Moore؛ ۲۱ فوریه ۱۹۸۶ – اوت ۲۰۱۸) بازیگر پورنوگرافی، و بازیگر اهل ایالات متحده آمریکا بود.